# Massili
Der Massili ist ein Fluss in Burkina Faso, im Einzugsgebiet des Volta.

## Verlauf
Der Fluss entspringt etwa 12 km nördlich von Boussé. Er entwässert die drei Departements Boussé, Ouagadougou und Ziniaré. Er fließt zunächst in östliche Richtung. Nach etwa der Hälfte seines Weges schwenkt er nach Südosten. Schließlich durchfließt er unweit der Mündung das Naturschutzgebiet Forêt classée de Gonsé. Der Massili mündet in den Nakambe (Weißer Volta).

## Hydrometrie
Die Durchflussmenge des Massili wurde an der hydrologischen Station Lumbila bei dem größten Teil des Einzugsgebietes, gemessen.